# إميلي هاريسون
إميلي هاريسون (بالإنجليزية: Emily Harrison)‏ (و. 1977 – م) هي ممثلة، من الولايات المتحدة الأمريكية، ولدت في لويزيانا، ميزوري.

## وصلات خارجية
- إميلي هاريسون على موقع IMDb (الإنجليزية)
- إميلي هاريسون على موقع ألو سيني (الفرنسية)
- إميلي هاريسون على موقع أول موفي (الإنجليزية)
- إميلي هاريسون على موقع قاعدة بيانات الفيلم (الإنجليزية)
- إميلي هاريسون على موقع كينوبويسك (الروسية)